# Hypserpa decumbens
Hypserpa decumbens là một loài thực vật có hoa trong họ Biển bức cát. Loài này được George Bentham mô tả khoa học đầu tiên năm 1863 dưới danh pháp Adeliopsis decumbens. Năm 1910 Friedrich Ludwig Diels chuyển nó sang chi Hypserpa.